# 周防下郷駅
周防下郷駅（すおうしもごうえき）は、山口県山口市小郡下郷にある、西日本旅客鉄道（JR西日本）山口線の駅である。

## 歴史
- 1935年（昭和10年）12月20日：鉄道省山口線小郡駅（現・新山口駅） - 上郷駅間新設[1][2]。
- 1944年（昭和19年）11月11日：前日限りで運輸営業休止[3]。
- 1953年（昭和28年）4月10日：営業再開[2][4]。
- 1987年（昭和62年）4月1日：国鉄分割民営化に伴い、西日本旅客鉄道（JR西日本）の駅となる[5][2]。

## 駅構造
益田方面に向かって左側に単式ホーム1面1線を有する地上駅（停留所）。
新山口駅管理の無人駅。駅舎は無く、新山口方にある出入口から直接ホームに入る形となっている。ホーム上の待合所に自動券売機が設置されている。

## 利用状況
近年の1日平均乗車人員の推移は以下の通り。
| 乗車人員推移 | 乗車人員推移 |
| 年度         | 1日平均人数  |
| ------------ | ------------ |
| 1999         | 520          |
| 2000         |              |
| 2001         | 491          |
| 2002         | 421          |
| 2003         | 386          |
| 2004         | 293          |
| 2005         | 266          |
| 2006         | 259          |
| 2007         | 261          |
| 2008         | 216          |
| 2009         | 191          |
| 2010         | 196          |
| 2011         | 221          |
| 2012         | 249          |
| 2013         | 248          |
| 2014         | 231          |
| 2015         | 238          |
| 2016         | 258          |
| 2017         | 266          |
| 2018         | 263          |
| 2019         | 241          |
| 2020         | 231          |
| 2021         | 222          |
| 2022         | 215          |

## 駅周辺
- 山口県鴻城高等学校
- 山口市立小郡中学校
- 山口市立小郡小学校
- 小郡郵便局
- 小郡第一総合病院
- 国道9号

## 隣の駅
西日本旅客鉄道（JR西日本）
■山口線
新山口駅 - 周防下郷駅 - 上郷駅